# Портрет Алексея Андреевича Аракчеева
«Портрет Алексея Андреевича Аракчеева» — картина Джорджа Доу и его мастерской из Военной галереи Зимнего дворца.
Картина представляет собой погрудный портрет генерала от артиллерии Алексея Андреевича Аракчеева из состава Военной галереи Зимнего дворца.
Во время Отечественной войны 1812 года Аракчеев был начальником Департамента военных дел Государственного совета, состоял при Александре I и занимался комплектованием войск и организацией народного ополчения. Во время Заграничных походов был начальником Императорской походной канцелярии.
Изображён в генеральском мундире гренадерского графа Аракчеева полка образца 1814 года. На шее овальный медальон с портретом императора Александра I, из-под медальона видна серебряная медаль «В память Отечественной войны 1812 года» на Андреевской ленте; справа на груди звезда ордена Св. Александра Невского. Слева внизу расположены подпись художника и дата: Geo. Dawe Pinxit 1824. С тыльной стороны картины имеются надписи: Ct Araktcheeff и Geo Dawe RA pinxt. Подпись на раме: Графъ А. А. Аракчеевъ, Генералъ отъ Артиллерiи.
Портрет был написан Доу в 1824 году и сдан в Эрмитаж 7 сентября 1825 года. Этот портрет является второй версией. Первоначально Доу написал вариант композиционно полностью идентичный, однако вместо ордена Св. Александра Невского он ошибочно изобразил ленту и звезду ордена Св. Андрея Первозванного — Доу и предположить не мог, что второе лицо в Империи (после самого императора Александра I) не имеет высшего государственного ордена. Позднее ошибка была выявлена, и Доу заново пришлось писать портрет. «Неправильный» вариант портрета хранится в запасниках музея-заповедника Царское Село (холст, масло; 63 × 48 см; инвентарный № ЕД-289-X).
В 1825 году Доу исполнил повторение эрмитажного портрета, которое в настоящее время находится в Ереване в Национальной картинной галерее Армении. Ещё одно авторское повторение хранится в собрании музея-заповедника Павловск (холст, масло; 71,5 × 62,5 см; инвентарный № ЦХ-3508-III). Этот вариант содержит авторскую подпись (в четыре строки): Geo Dawe / Pinxit / St Petersbuorg / 182(?) — последняя цифра полустёрта, в музее считают что там написана единица и, соответственно, датой создания портрета указывают 1821 год.
В 1840 годы в мастерской Карла Края по рисунку И. А. Клюквина с портрета была сделана литография, опубликованная в книге «Император Александр I и его сподвижники» и впоследствии неоднократно репродуцированная.
Также Доу написал портрет Аракчеева в полный рост, композиционно очень близкий к портрету из Военной галереи. Здесь Аракчеев изображён стоящим на фоне казарм военных поселений в Грузино. Этот портрет содержит авторскую подпись и дату «Geo Dawe R. A. Pinxit St Petersbourg 1823» (холст, масло, 88 × 61 см). Некогда он принадлежал великому князю Николаю Михайловичу и был им опубликован в издании «Русские портреты XVIII и XIX столетий», после Октябрьской революции был национализирован и передан в Эрмитаж, откуда в 1932 году поступил в Русский музей (инвентарный № Ж-6349) .
Ещё один вариант ростового портрета, с авторской подписью и датой «1825», ранее находился в Артиллерийском музее и в 1951 году передан в Эрмитаж (холст, масло, 87 × 60 см, инвентарный № ЭРЖ-746).
- Первоначальный вариант из Царского Села
- Портрет в полный рост, вариант 1825 года из Эрмитажа

Портрет Аракчеева кисти Доу упоминает Максимилиан Волошин в своём стихотворении «Россия»:

Минует век, и мрачная фигура

Встает над Русью: форменный мундир,

Бескровные щетинистые губы,

Мясистый нос, солдатский узкий лоб,

И взгляд неизреченного бесстыдства

Пустых очей из-под припухших век.

У ног ее до самых бурых далей

Нагих равнин — казарменный фасад

И каланча: ни зверя, ни растенья...

Земля судилась и осуждена.

Все грешники записаны в солдаты.

Всяк холм понизился и стал как плац.

А надо всем солдатскою шинелью

Провис до крыш разбухший небосвод,

Таким он был написан кистью Доу —

Земли российской первый коммунист —

Граф Алексей Андреич Аракчеев.